# 墨西哥跳豆

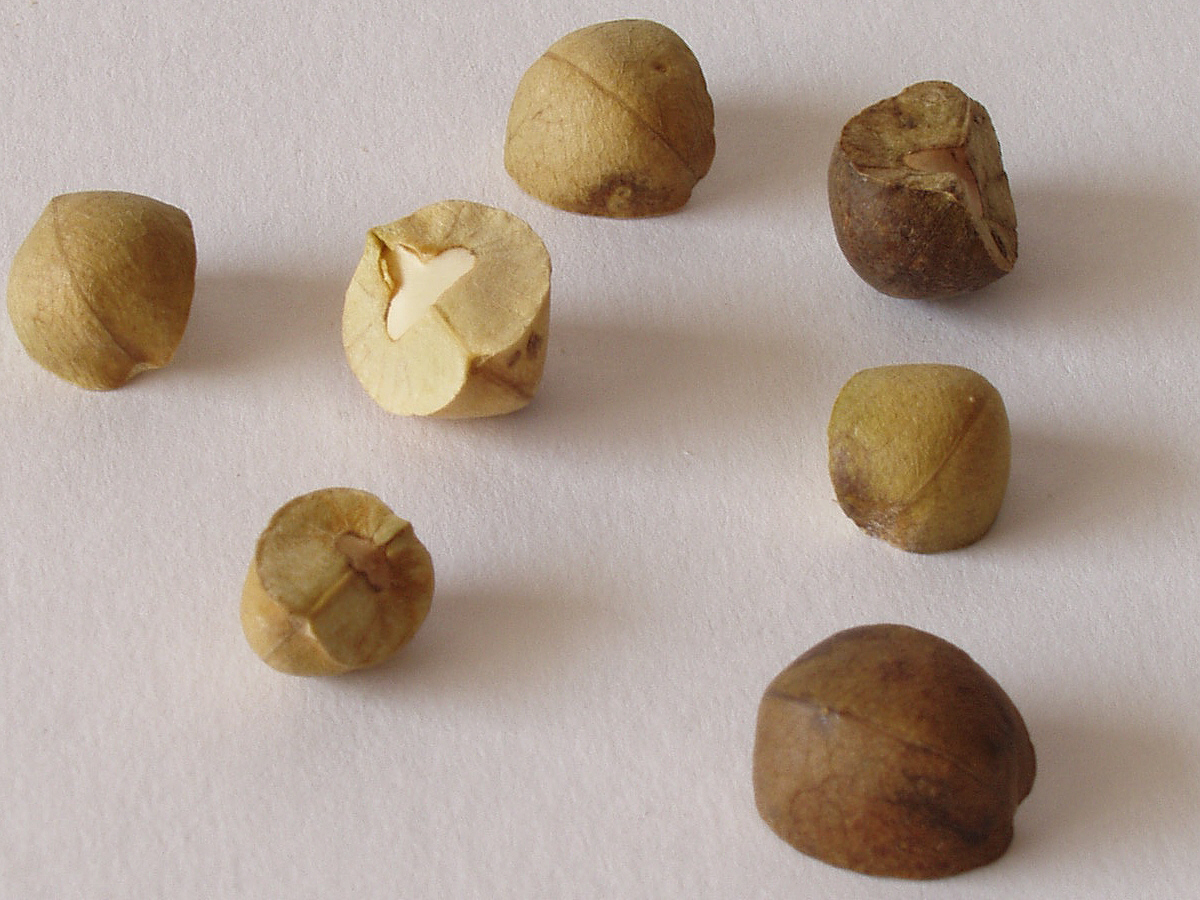
跳豆，每个大约7到10毫米

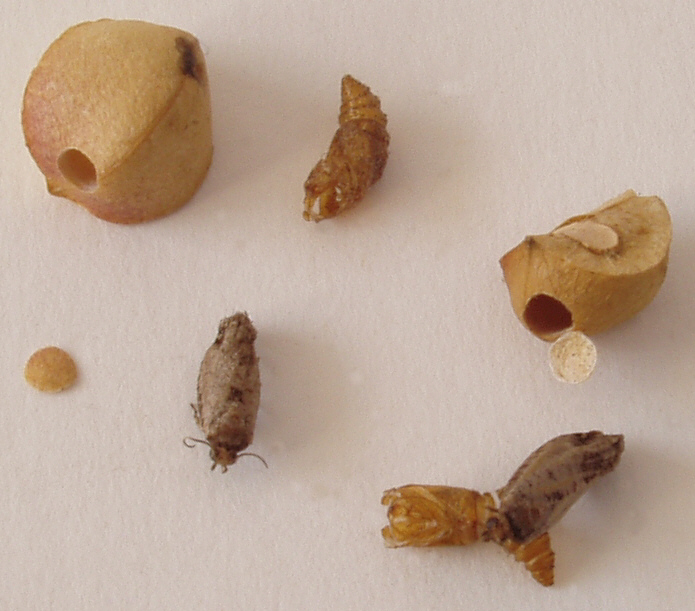
跳豆的陷阱门，孔大约8毫米深。 其中一个的门是两头开的，另一个的门是一口的。 两个都是大约10毫米。也展示了两只“跳豆”飞蛾或 Cydia deshaisiana 以及他们的蛹壳。

墨西哥跳豆是捲葉蛾科小卷蛾屬小飛蛾（Cydia saltitans）幼蟲棲息的種子莢，原產於墨西哥。 这些"豆"通常是棕褐色，褐色的。 他们"跳跃"的原因是，在加热时幼虫会痉挛以试图把种子滚到一个凉快些的环境，以避免脱水和随后的死亡，因此往往也被称作为"跳豆"。 这些豆子一般是大戟科地楊桃屬的灌木（Sebastiania pavoniana）。实际上与豆科 (豆类 植物)并无多大关系。 豆子被认为是无毒的，但一般也不被食用。
蛾在植物上产的卵孵化后，幼虫吃掉豆的里面(直到它变成空洞)，再用丝状的纤维把自己固定好。幼虫可能在豆子里面生活几个月，取决于不同时期的休眠。 如果虫有充分的条件的湿度和温度，它将住足够长的时间来进入一个 蛹 阶段。 在春天，蛾从豆子上的圓形“活板門”中挤出去，留下的蛹的外壳。 在它变态之后，小而银灰色的蛾的生活则不会超过几天。

## 特性
当豆子的温度突然提升的时候(像正在被抓在手心)，幼蟲会抽搐和痉挛、拉动纤维，产生独特的跳跃动作。 将豆子放在一个加热的环境下(例如阳光直射)，一段稍长的时间就可以轻易杀死他们。

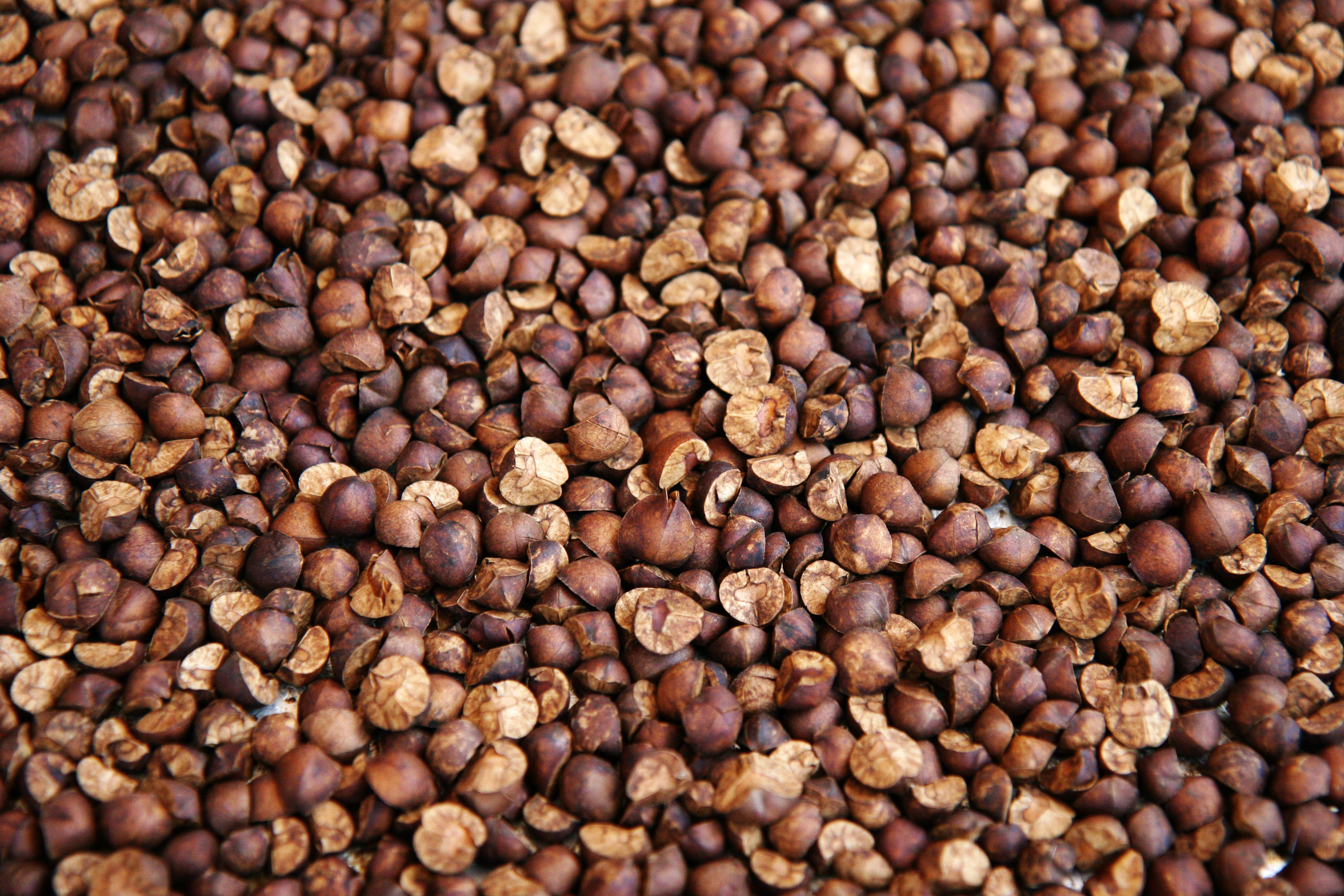
墨西哥跳豆

## 分布
墨西哥跳豆來自索諾拉州、錫那羅亞州和奇瓦瓦州的山區。其中，索諾拉州的阿拉莫斯地區更自稱為「世界跳豆的首都」。跳豆分布的區域面積約為50 × 160公里（30 × 100英里），主要是寄主Sebastiania pavoniana的生長分布區域。每年春天，飛蛾從去年的豆子中鑽出來，並將卵產在寄主樹的花上，開始新的生活史。